# OX Pow
O.X. Pow fue un grupo musical madrileño practicante de un rock potente y veloz, próximo al punk y al hardcore punk en sus primeras grabaciones, y más tendente a la new wave en las últimas. Existieron de 1982 a 1987 aproximadamente, dejando como legado varios discos y algunas maquetas y grabaciones en directo. Especialmente se recuerda su primer EP, grabado en 1983, que ha sido reeditado en diversas ocasiones.
En 1985, los críticos musicales Jaime Gonzalo e Ignacio Juliá describieron a O.X. Pow del siguiente modo:

«Rabiosa y desbordante banda madrileña sorprendentemente capacitada para labrar un rock de fuerte carácter con tendencias punk e influencias como The Lords of the New Church y Clash. Su único single es una gozada de mala leche sónica, guitarras infecciosas y proclamas amenazantes. Peligrosos para los tímpanos, saludables para el estado de ánimo.»

## Historia
El grupo O.X Pow lo formaron en Madrid, hacia verano de 1982, cuatro jóvenes, amigos desde el instituto, que rondaban los 18 años: Paul (vocalista y guitarrista), Pedro (guitarra y voz), Andrés (bajo) y Geli, hermana de Pedro, dos años más joven que el resto (batería).
Sus primeros conciertos tuvieron lugar en circunstancias peculiares; según explicaban en una entrevista concedida a la revista Rock Espezial en  verano de 1983, «hemos tocado para subnormales, para locos, en la cárcel de Yeserías...» De su concierto en el Palacio de los Deportes, contaban que «había un subnormal subido al escenario que hacía como que tocaba la guitarra y gritaba a tope, y su padre no hacía más que perseguirle...»
En la misma entrevista, el grupo declaraba acerca de su estilo: «Por favor, no digas que somos punks. Todo el mundo dice lo mismo. Simplemente hacemos rock fuerte.» Inspirado en alguna de las versiones que O.X. Pow incluían en su repertorio —«Let´s go», del LP End of the century de los Ramones— y las declaraciones de los miembros del grupo sobre sus grupos preferidos, el autor de la entrevista, J.C. De La Iglesia, definía su estilo como «en la onda de unos Ramones o unos Lords of the New Church, Clash, Damned», y añadía que «les influye el pre-punk». Aunque Juliá y Gonzalo hacían comparaciones similares en la cita que se ha dado arriba, estas descripciones no caracterizan bien el estilo de la banda.
Después de una primera maqueta con seis temas, grabada entre 1982 y 1983, fueron contratados por el sello independiente Dos Rombos, que había publicado un EP con viejo material de Tos (grupo del que surgieron Los Secretos) y un EP del grupo Los Monaguillosh y que estaba a punto de hacer lo propio con el primer sencillo de Las Vulpes, el polémico Me gusta ser una zorra.
El primer material publicado salió en una edición extraña: un flexi a 45 r. p. m. regalado con el primer número de la revista Du-Duá, en colaboración con Dos Rombos y Grabaciones Accidentales y con dos grupos: O.X. Pow y Derribos Arias, que aportaban su «Aprenda alemán en 7 días», que después salió como sencillo en GASA. La canción de O.X. Pow, «La nueva armada», es un manifiesto del estilo, punk a su pesar, del grupo, con fuertes guitarras, contundente ritmo, rabiosos coros y una letra muy crítica hacia la religión. 
Muy poco después, a principios de verano de 1983, apareció el primer disco propio del grupo, el EP OX Pow, propiamente sin título, que el sello presentaba como  «energía asegurada para molestar a padres y vecinos». La seca portada presentaba, sobre un fondo negro, el nombre de la banda pintado en rojo a brochazos, y nada más. En la contraportada, una foto en blanco y negro saturada mostraba a los miembros recostados contra una pared de ladrillos. En la primera cara se incluyen el «macizo instrumental» titulado «Pow 1» (o «Pow [1ª parte]») y «Esperando la calle». La cara B la ocupa un tema largo y elaborado, llamado «Manos arriba». El disco se prensó en vinilo de color rojo.
En torno a las mismas fechas, el 18 de junio, dieron un concierto en Campo de Criptana (Ciudad Real), en el que también tocaban Espasmódicos y que fue grabado (cintas piratas del concierto han estado en circulación). A este concierto asistió J.C. De La Iglesia, el crítico musical antes citado, que apuntaba que el grupo, O.X. Pow, ofrecía «una imagen sobria, de barrio bajo sin concesiones, chupas ni insignias, colgajos ni demás hierros, y en el caso de Geli, una blusa femenina (...) con el nombre del grupo a rotulador». Añadía que «Geli es contundente y profesional con la batería, además de ser la encargada de dictar el orden de las canciones y tener grandes dotes de organizadora». El repertorio del grupo en ese momento contaba con catorce temas.
La entrevista de Rock Espezial se publicó en el n.º 24, en agosto. Aparte de otros datos que ya se han citado, el grupo se pronunciaba sobre sus grupos favoritos (Lords, Clash, Damned, Ramones), Pedro se declaraba fan de Bob Marley y reconocían respetar, entre los grupos de la movida madrileña, a Derribos Arias. Sin pelos en la lengua, el vocalista Paul expresaba así sus visiones sobre el panorama musical del momento: 

«[Las Vulpess son carnaza para vender por kilos... Parálisis Permanente no me gusta. Además, toda esa gente me cae mal, los Alaska y todos esos, porque son la mafia del Rock-Ola. Esa gente nació con Rock-Ola y se morirán con Rock-Ola».

En otoño dieron un concierto en la Galería Amadís, dentro de una serie de «conciertos de otoño» respaldada por el Ministerio de Cultura. La periodista Sagrario Luna, aunque no muy convencida del concierto de O.X. Pow, escribió sobre ellos que «utilizan la velocidad como vehículo para lograr canciones explosivas, que revuelvan el estómago».
Después de dos años sin dar señales de vida, en 1985 reaparecieron, contratados por el relativamente poderoso sello independiente Nuevos Medios, con un maxi sencillo sin título (llamado en ocasiones Políticos) que decepcionó a muchos de los fanes que se habían ganado con sus primeras grabaciones. El autor de la reseña en Rockdelux, Santi Carrillo, escribió:

«O.X. Pow, grupo de grato recuerdo, reaparece discográficamente con cinco temas exentos de aquella furia acelerada que los caracterizó en sus inicios. Por momentos, hasta recuerdan a Tequila. Ni sus letras ni su forzado cantante pueden borrar la imagen de una propuesta inofensiva pero modosa.»

Desde otra punta del mundo, también el crítico de Maximum RocknRoll manifestaba su decepción, aunque en su caso comparándolos con U2.
Un año y medio más tarde, a finales de 1986, publicaron, en el mismo sello, el mini LP La esquina ilegal. Para entonces el grupo se había reducido a un trío. Las críticas esta vez fueron más positivas, por ejemplo la que escribió Ignacio Juliá en Ruta 66:

«En Madrid, la nueva escena rockera parece haber animado a O.X. Pow a reformarse como trío y grabar un estupendo mini-LP (...), donde abandonan su vertiente hardcore para concentrarse en fabricar un rock original y contemporáneo que les augura un prometedor futuro. Canciones como "Te siento en mi piel", "Otra historia de la calle" o la que da nombre al disco son material de primera, interpretado por un cantante expresivo en su sequedad, condimentado con mucha garra por un grupo que merece toda tu atención».

No obstante, a pesar del «prometedor futuro» augurado por Juliá, lo cierto es que el grupo no volvió a grabar y desapareció.

## Legado
Tras una década de aparente olvido, el legado de O.X. Pow fue reivindicado desde el mundo del coleccionismo del vinilo punk y como respuesta a ello el sello Munster Records reeditó el primer EP como parte de una caja de cuatro discos de 7" en el año 2000, en una tirada limitada de 500 copias. Los otros tres discos incluidos en la caja eran los primeros sencillos de las Vulpes, Eskorbuto y La UVI. Casi complementando esta reedición, el sello Revelde incluyó la canción del flexi compartido con Derribos Arias, «La nueva armada», en el importante recopilatorio Viva la punk (2001).
En 2006, de nuevo Munster Records volvió a lanzar una tirada limitada del primer EP de O.X. Pow, esta vez en formato picture disc (e hizo lo mismo, por cierto, con los respectivos sencillos de Vulpes, Eskorbuto y La UVI).
En 2017 Ángela (Geli) y Pedro Saura forman una nueva banda, Meteoritos, junto con Óscar Sanz (guitarra y voz) y David Crespo (Bajo), publicando ese mismo año un L.P. en inglés, "Next Revolution", y ya en 2018, un sencillo en castellano, "La chica del Rock-Ola" y comienzan de nuevo a tocar en directo por salas de Madrid: Costello Club, Rock-Ola, IndepenDance Club, Fun House...

## Miembros
- Paul - voz, guitarra
- Pedro - guitarra, coros
- Andrés - bajo
- Geli - batería

## Discografía
- Casete Demos (grabado en 1982-83). 6 temas.
- Sencillo compartido (flexi) con Derribos Arias, con la canción de O.X. Pow «La nueva armada» (regalado con la revista Duduá; Dos Rombos-GASA, M.12.886, 1983). (El tema de Derribos Arias es «Aprenda alemán»).
- EP O.X. Pow (Dos Rombos, DOS-004, c. 6/83). Con los temas «Pow 1», «Esperando en la calle» y «Manos arriba». Reediciones: Munster Records, 2000 (como parte de una caja con cuatro EP, 500 copias); Munster, 7123-3, 2006 (como picture disc).
- 12" EP s/t (también conocido como Políticos) (Nuevos Medios, 7/85).
- MiniLP La esquina ilegal (Nuevos Medios, c. 11/86).
- Casete Directo en Campo de Criptana 18-6-83 (bootleg)
- Casete Directo en Madrid RNR-3 83 (bootleg)
- «La nueva armada» en el recopilatorio Viva la punk (Fonomusic-Revelde, 2001).

## Enlaces
- Artículo sobre O.X. Pow en la web NacionalPop Archivado el 5 de marzo de 2016 en Wayback Machine. (enlace consultado el 26 de agosto de 2008).
- OX Pow en la web Mileskupitajos, donde se reproducen (con ortografía alterada) textos procedentes de Rock Espezial. (Enlace consultado el 26 de agosto de 2008.)

- Datos: Q6047797